# Blue Serge
Blue Serge è un'etichetta discografica fondata a Milano da Sergio Cossu nel 2003. Pubblica CD di musica jazz e di musica classica del '900. Il motto dell'etichetta è "Jazz & Neoclassica".

## Discografia
- Ermanno Signorelli (con Furio Di Castri, Sergio Cossu): Aqua (2003)
- Azul: Smoke on the water (2003)
- Lovejoy Orchestra: Silent night (2003)
- Jacopo Jacopetti (con Sandro Gibellini, David Boato, F. Testa, S. Bagnoli): Jaycops (2004)
- Ermanno Signorelli (con Ares Tavolazzi, Sergio Cossu): Figlio della Primavera (2004)
- Ermanno Signorelli (con Sergio Cossu): La memoria dell'acqua (2005, allegato alla rivista Experience)
- Sandro Gibellini (con Marco Micheli, Alfred Kramer, Roberto Soggetti): Trufò (2006)
- Jacopo Jacopetti & Giko Pavan: Plenilunio (2006, allegato alla rivista Experience)
- Pietro Tonolo (con Roberto Rossi, Aldo Zunino, Alfred Kramer, Paolo Birro): Lennie's Pennies (2006)
- Manomanouche: Sintology (2006)* Manomanouche
- DMA (Marco Castelli, Edu Hebling, Alfonso Santimone): Urban Vox (2006)
- Signorelli Tavolazzi Barbieri: 3 (2006)
- Jacopo Jacopetti (con S. Gibellini, D. Boato, F. Testa, R. Biancoli, B. Casini, B. Marini, B. Lamonica, S. Bellon): Papìto (2006)
- Marco Castelli Quartet (M. Castelli, E. Signorelli, R. Pareti, M. Beggio): Patois (2007)
- Maurizio Camardi, Mauro Palmas (con Patrizia Laquidara): Cristiani di Allah (2008, allegato al romanzo omonimo di Massimo Carlotto)
- Alessia Toffanin, Alessandro Fagiuoli: Stockhausen, Dallapiccola, Amendola, Castiglioni (2008, allegato alla rivista Finnegans n. 13)
- Paul Klee 4tet: Philip Glass - Quartets (2008)
- Piero Salvatori (con Paolo Fresu, Sergio Cossu): Images (2009)
- Manomanouche + Trio Debussy: Complicity (2009)
- MaMa (Ettore Martin & Alberto Marsico) feat. Gianni Cazzola: Blue Shuffle (2009)
- Claudio Fasoli: Venice inside (2009)
- Jean-Pierre Armengaud, Jan Creutz, Paul Klee 4tet: Milhaud, Messiaen: la Creation, la Fin (2009)
- Maurizio Camardi (Paul Klee 4tet, Rachele Colombo): Energie positive (2009)
- Marco Strano: Jazz & Strings (2009)
- Jacopo Jacopetti (con Antonella Ruggiero, Barbara Casini, Alan Farrington; Silvia Donati; Francesca Bertazzo Hart, Antonella Cozzolino): Voices (2009)
- Dario Congedo & nadan: nadan (2009)
- Lelio Luttazzi: Live in Trieste (2009)
- Ugo Amendola: Works 1939/1987 (2009)
- COR: Cor (2010)
- Maurizio Camardi & Mauro Palmas: Mare chiuso (2010)
- Angelo Comisso: Sturm und Drang (2010)
- Marcella Carboni: Trame (2010)
- Lusi/Masciari 4tet: Rune (2010)
- Franco Cerri: Bossa with Strings (2010)